# Драфт НБА 1971
Драфт НБА 1971 року відбувся  29 і 30 березня. 17 команд Національної баскетбольної асоціації (НБА) по черзі вибирали найкращих випускників коледжів, а також інших кандидатів, офіційно зареєстрованих для участі в драфті, зокрема іноземців. Перші два права вибору належали командам, які посіли останні місця у своїх конференціях, а їхній порядок визначало підкидання монети. Клівленд Кавальєрс виграли підкидання монети і отримали перший загальний драфт-пік, а Портленд Трейл-Блейзерс - другий. Решту драфт-піків першого раунду команди дістали у зворотньому порядку до їхнього співвідношення перемог до поразок у сезоні 1970–1971. Перед початком сезону Сан-Дієго Рокетс і Сан-Франциско Ворріорз переїхали до Х'юстона і Окленда й стали називатися відповідно Х'юстон Рокетс і Голден-Стейт Ворріорс. Драфт складався з 19-ти раундів, на яких вибирали 237 гравців. Крім того, 20 вересня 1971 ліга провела додатковий драфт hardship, для гравців, які ще не закінчили коледжу, але хотіли грати в НБА.

## Нотатки щодо виборів на драфті і кар'єр деяких гравців
Клівленд Кавальєрс під першим загальним номером обрав Остіна Карра з Університету Нотр-Дам. Портленд Трейл-Блейзерс під другим загальним номером обрав Сідні Вікса з Каліфорнійського університету в Лос-Анджелесі, який у свій перший сезон виграв звання новачок року. 30-й драфт-пік Спенсер Гейвуд і 104-й драфт-пік Ренді Сміт потрапили і до Збірної всіх зірок і на Матч усіх зірок. Гейвуд до чотирьох Збірних усіх зірок і п'яти матчів. Він також став чемпіоном НБА в складі Лос-Анджелес Лейкерс у сезоні 1979–1980. Під час свого першого і єдиного сезону в Американській баскетбольній асоціації (АБА) він звання найціннішого гравця і його обрали на Матч всіх зірок. Smith was selected to one Збірна всіх зірок НБА and two Матч всіх зірокs. 117-й драфт-пік Артіс Гілмор спочатку вибрав гру в АБА. П'ять сезонів він провів у складі Кентуккі Колонелз, перед тим як зрештою 1976 року приєднався до НБА після злиття АБА і НБА. Серед його досягнень звання найціннішого гравця АБА 1972 року, п'ять потраплянь до Збірної всіх зірок АБА і п'ять - на Матч всіх зірок АБА, а також шість - на Матч всіх зірок НБА. За ці досягнення 2011 року його введено в Залу слави. Обраний під шостим номером Фред Браун провів усі 13 років у складі Сонікс і потрапив на один Матч всіх зірок. Серед решти обраних на драфті лише Карр, Вікс, і 11-й драфт-пік Кертіс Роу потрапили на Матч всіх зірок. Філ Шеньєр, який не закінчив коледжу і був обраний на додатковому драфті hardship, також потрапив і до Збірної всіх зірок НБА і на Матч всіх зірок.

## Драфт
| Поз.    | G        | F       | C         |
| Позиція | Захисник | Форвард | Центровий |

| ^ | Позначає гравців, обраних у Баскетбольну залу слави Нейсміта                                                        |
| * | Позначає гравців, які взяли участь принаймні в одній грі матчу всіх зірок НБА і потрапили до Збірної всіх зірок НБА |
| + | Позначає гравців, які взяли участь принаймні в одній грі матчу всіх зірок НБА                                       |
| # | Позначає гравців, які жодного разу не грали в регулярному сезоні НБА або плей-оф                                    |

| Раунд | Вибір | Гравець          | Поз. | Громадянство | Команда НБА                                    | Коледж/Клуб                      |
| ----- | ----- | ---------------- | ---- | ------------ | ---------------------------------------------- | -------------------------------- |
| 1     | 1     | Остін Карр+      | G    | США          | Клівленд Кавальєрс                             | Нотр-Дам                         |
| 1     | 2     | Сідні Вікс+      | F/C  | США          | Портленд Трейл-Блейзерс                        | УКЛА                             |
| 1     | 3     | Елмор Сміт       | C    | США          | Баффало Брейвз                                 | Кентуккі Стейт                   |
| 1     | 4     | Кен Даретт       | F    | США          | Цинциннаті Роялз                               | Ла Саль                          |
| 1     | 5     | Джордж Трапп     | F/C  | США          | Атланта Гокс                                   | Лонг-Біч Стейт                   |
| 1     | 6     | Фред Браун+      | G    | США          | Сіетл Суперсонікс                              | Айова                            |
| 1     | 7     | Кліфф Мілі       | F/C  | США          | San Diego Rockets                              | Колорадо                         |
| 1     | 8     | Дарнелл Гіллмен  | F/C  | США          | San Francisco Warriors                         | Збройні сили США (AAU)           |
| 1     | 9     | Стен Лав         | F    | США          | Балтимор Буллетс                               | Орегон                           |
| 1     | 10    | Кларенс Гловер   | F    | США          | Бостон Селтікс                                 | Західний Кентуккі                |
| 1     | 11    | Кертіс Роу+      | F    | США          | Детройт Пістонс                                | УКЛА                             |
| 1     | 12    | Дейна Льюїс#     | C    | США          | Філадельфія Севенті-Сіксерс                    | Талса                            |
| 1     | 13    | Джим Клімонс     | G    | США          | Лос-Анджелес Лейкерс                           | Огайо Стейт                      |
| 1     | 14    | Джон Рош         | G    | США          | Фінікс Санз                                    | Південна Кароліна                |
| 1     | 15    | Кеннеді Макінтош | F    | США          | Чикаго Буллз                                   | Істерн Мічиган                   |
| 1     | 16    | Дін Мемінгер     | G    | США          | Нью-Йорк Нікс                                  | Маркетт                          |
| 1     | 17    | Колліс Джонс#    | F    | США          | Мілвокі Бакс                                   | Нотр-Дам                         |
| 2     | 18    | Стів Паттерсон   | C    | США          | Клівленд Кавальєрс                             | УКЛА                             |
| 2     | 19    | Фред Гілтон      | G/F  | США          | Баффало Брейвз                                 | Гремблінг                        |
| 2     | 20    | Віллі Соджорнер# | F/C  | США          | Чикаго Буллз (від Портленд)[a]                 | Вебер Стейт                      |
| 2     | 21    | Джон Менгелт     | G    | США          | Цинциннаті Роялз                               | Оберн                            |
| 2     | 22    | Тед Макклейн     | G    | США          | Атланта Гокс                                   | Теннессі Стейт                   |
| 2     | 23    | Джим Макденіелс  | F/C  | США          | Сіетл Суперсонікс                              | Західний Кентуккі                |
| 2     | 24    | Майк Ньюлін      | G/F  | США          | San Diego Rockets                              | Юта                              |
| 2     | 25    | Чарлі Єлвертон   | G/F  | США          | Портленд Трейл-Блейзерс (від Сан-Франциско)[b] | Фордем                           |
| 2     | 26    | Еймос Томас#     | F    | США          | Баффало Брейвз                                 | Південно-західний Оклахома Стейт |
| 2     | 27    | Рік Фішер#       | F    | США          | Портленд Трейл-Блейзерс (від Baltimore)[c]     | Колорадо Стейт                   |
| 2     | 28    | Джим Роуз#       | G    | США          | Бостон Селтікс                                 | Західний Кентуккі                |
| 2     | 29    | Айзея Вілсон     | G    | США          | Детройт Пістонс                                | Балтимор                         |
| 2     | 30    | Спенсер Гейвуд^  | F/C  | США          | Баффало Брейвз (від Філадельфія)[d]            | Сіетл Суперсонікс (НБА)          |
| 2     | 31    | Джо Бергмен#     | F    | США          | Цинциннаті Роялз (від Лос-Анджелес)[e]         | Крейгтон                         |
| 2     | 32    | Говард Портер    | F/C  | США          | Чикаго Буллз (від Фінікс)[f]                   | Вілланова                        |
| 2     | 33    | Марвін Стюарт#   | G    | США          | Філадельфія Севенті-Сіксерс (від Чикаго)[g]    | Небраска                         |
| 2     | 34    | Грег Нортінгтон# | C    | США          | Нью-Йорк Нікс                                  | Алабама Стейт                    |
| 2     | 35    | Віллі Лонг#      | F/C  | США          | Клівленд Кавальєрс (від Мілвокі)[h]            | Нью-Мексико                      |

## Інші вибори
Цих гравців на драфті НБА 1985 вибрали після другого раунду, але вони зіграли в НБА принаймні одну гру.

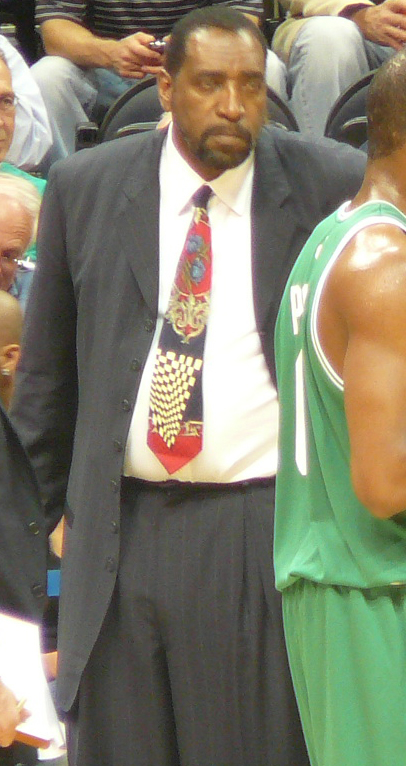
Чикаго Буллз обрали Кліффорда Рея під 40-м загальним номером.

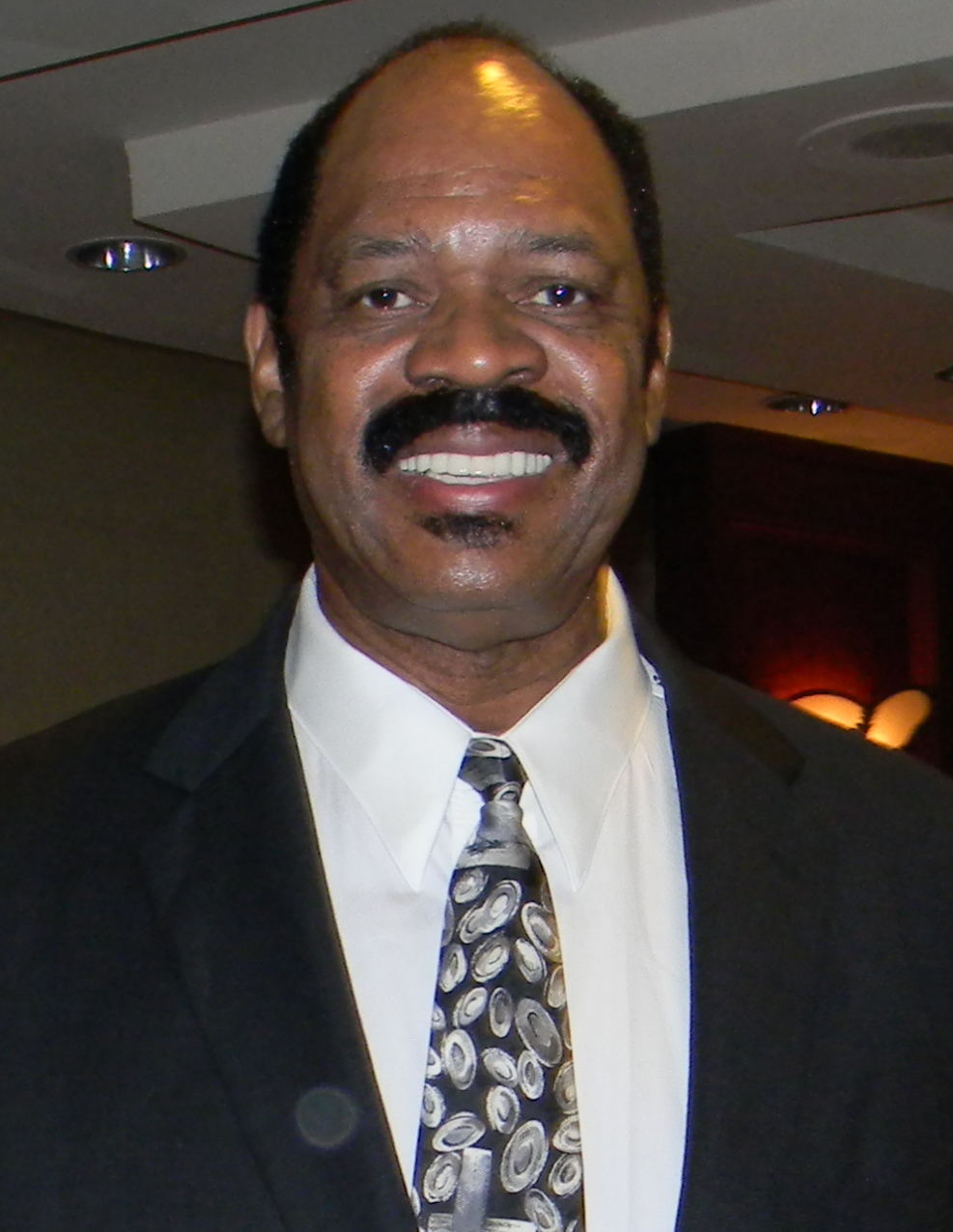
Чикаго Буллз обрали Артіса Гілмора під 117-м загальним номером.

| Раунд | Вибір | Гравець           | Поз. | Громадянство | Команда НБА                                    | Коледж/Клуб                         |
| ----- | ----- | ----------------- | ---- | ------------ | ---------------------------------------------- | ----------------------------------- |
| 3     | 37    | Ларрі Стіл        | G/F  | США          | Портленд Трейл-Блейзерс                        | Кентуккі                            |
| 3     | 39    | Джефф Галлібертон | G    | США          | Атланта Гокс                                   | Дрейк                               |
| 3     | 40    | Кліффорд Рей      | C    | США          | Чикаго Буллз (від Сіетл)[i]                    | Оклахома                            |
| 3     | 41    | Джекі Ріджл       | G    | США          | Клівленд Кавальєрс (від San Diego)[j]          | Каліфорнія                          |
| 3     | 42    | Вільям Сміт       | C    | США          | Портленд Трейл-Блейзерс (від Сан-Франциско)[b] | Сірак'юс                            |
| 3     | 43    | Річ Ріналді       | G    | США          | Балтимор Буллетс                               | Сент Пітер'с                        |
| 3     | 44    | Дейв Робіш        | F/C  | США          | Бостон Селтікс                                 | Канзас                              |
| 3     | 45    | Марв Робертс      | F/C  | США          | Детройт Пістонс                                | Юта Стейт                           |
| 3     | 46    | Дейв Вол          | G    | США          | Філадельфія Севенті-Сіксерс                    | Пенсильванія                        |
| 3     | 47    | Майк Гейл         | G    | США          | Чикаго Буллз (від Лос-Анджелес)[k]             | Елізабет-Сіті Стейт                 |
| 3     | 48    | Денніс Лейтон     | G    | США          | Фінікс Санз                                    | УПК                                 |
| 3     | 49    | Дік Гіббс         | G/F  | США          | Чикаго Буллз                                   | Техас Ель-Пасо                      |
| 3     | 50    | Кенні Мейфілд     | G    | США          | Нью-Йорк Нікс                                  | Таскігі                             |
| 4     | 55    | Сід Кетлетт       | F    | США          | Цинциннаті Роялз                               | Нотр-Дам                            |
| 4     | 58    | Том Оуенс         | F/C  | США          | San Diego Rockets                              | Південна Кароліна                   |
| 4     | 61    | Ренді Дентон      | C    | США          | Бостон Селтікс                                 | Дьюк                                |
| 4     | 64    | Роджер Браун      | C    | США          | Лос-Анджелес Лейкерс                           | Канзас                              |
| 5     | 76    | Одіс Еллісон      | F    | США          | San Francisco Warriors                         | Невада-Лас-Вегас                    |
| 5     | 85    | Баррі Нельсон     | C    | США          | Мілвокі Бакс                                   | Дюкейн                              |
| 6     | 89    | Гіл Макгрегор     | F    | США          | Цинциннаті Роялз                               | Вейк Форест                         |
| 6     | 93    | Чарльз Джонсон    | G    | США          | San Francisco Warriors                         | Каліфорнія                          |
| 6     | 97    | Джейк Джонс       | G    | США          | Філадельфія Севенті-Сіксерс                    | Ессампшн                            |
| 7     | 104   | Ренді Сміт*       | G/F  | США          | Баффало Брейвз                                 | Баффало Стейт                       |
| 7     | 117   | Артіс Гілмор^     | C    | США          | Чикаго Буллз                                   | Джексонвілл                         |
| 8     | 120   | Чарлі Девіс       | G    | США          | Клівленд Кавальєрс                             | Вейк Форест                         |
| 8     | 125   | Чарлі Лауері      | G    | США          | Сіетл Суперсонікс                              | П'юджет Саунд                       |
| 8     | 131   | Баррі Єйтс        | F    | США          | Філадельфія Севенті-Сіксерс                    | Меріленд                            |
| 9     | 139   | Гу Кеннеді        | F/C  | США          | Портленд Трейл-Блейзерс                        | Техаський християнський університет |
| 9     | 150   | Джекі Дінкінс     | F    | США          | Чикаго Буллз                                   | Вургіс                              |

## Обміни
- a  20 жовтня 1970, Чикаго Буллз придбали драфт-пік другого раунду від Портленд Трейл-Блейзерс в обмін на Шейлера Галімона.[17][18] Буллз використали цей драфт-пік, щоб вибрати Віллі Соджорнера.
- b 1 2  23 березня 1971, Портленд Трейл-Блейзерс придбали драфт-піки в другому раунді 1971 і 1972 років та драфт-пік третього раунду 1971 року від Сан-Франциско Ворріорс в обмін на Джима Барнетта.[19][20] Блейзерс використали ці драфт-піки, щоб вибрати Чарлі Єлвертона та Вільяма Сміта.
- c  22 жовтня 1970, Портленд Трейл-Блейзерс придбали драфт-пік другого раунду від Балтимор Буллетс в обмін на Дорі Маррея.[21] Блейзерс використали цей драфт-пік, щоб вибрати ріка Фішера.
- d  On 11 травня 1970, Баффало Брейвз придбали Боба Кауффмана і драфт-пік другого раунду від Філадельфія Севенті-Сіксерс в обмін на Бейлі Гауелла.[22][23] Брейвз використали цей драфт-пік, щоб вибрати Спенсера Гейвуда.
- e  У день драфту Цинциннаті Роялз придбали пік другого раунду від Лос-Анджелес Лейкерс в обмін на Флінна Робінсона.[24] Роялз використали цей драфт-пік, щоб вибрати Джо Бергмена.
- f 23 квітня 1970, Чикаго Буллз придбали Джима Фокса і драфт-пік другого раунду від Фінікс Санз в обмін на Клема Гаскінса.[18][25] Буллз використали цей драфт-пік, щоб вибрати Говарта Порте.
- g  16 жовтня 1970, Філадельфія Севенті-Сіксерс придбали драфт-пік другого раунду від Чикаго Буллз в обмін на Метта Гуокаса.[18][26] Севенті Сіксерс використали цей драфт-пік, щоб вибрати Марвіна Стюарта.
- h  1 лютого 1971, Клівленд Кавальєрс придбав Гарі Фрімена і драфт-пік другого раунду від Мілвокі Бакс в обмін на Маккоя Маклемора.[27] Кавальєрс використали цей драфт-пік, щоб вибрати Віллі Лонга.
- i  5 вересня 1969, Чикаго Буллз придбали Боба Кауффмана і драфт-пік третього раунду від Сіетл Суперсонікс в обмін на Боба Бузера та Баррі Клеменса.[18][28] Буллз використали цей драфт-пік, щоб вибрати Кліффорда Рея.
- j  9 грудня 1970, Клівленд Кавальєрс придбали драфт-пік третього раунду від Сан-Дієго Рокетс в обмін на Джонні Ігана.[29] Кавальєрс використали цей драфт-пік, щоб вибрати Джекі Ріджла.
- k  9 вересня 1969, Чикаго Буллз придбали драфт-пік третього раунду від Лос-Анджелес Лейкерс в обмін на Майка Лінна.[18][30] Буллз використали цей драфт-пік, щоб вибрати Майка Гейла.

## Драфт hardship

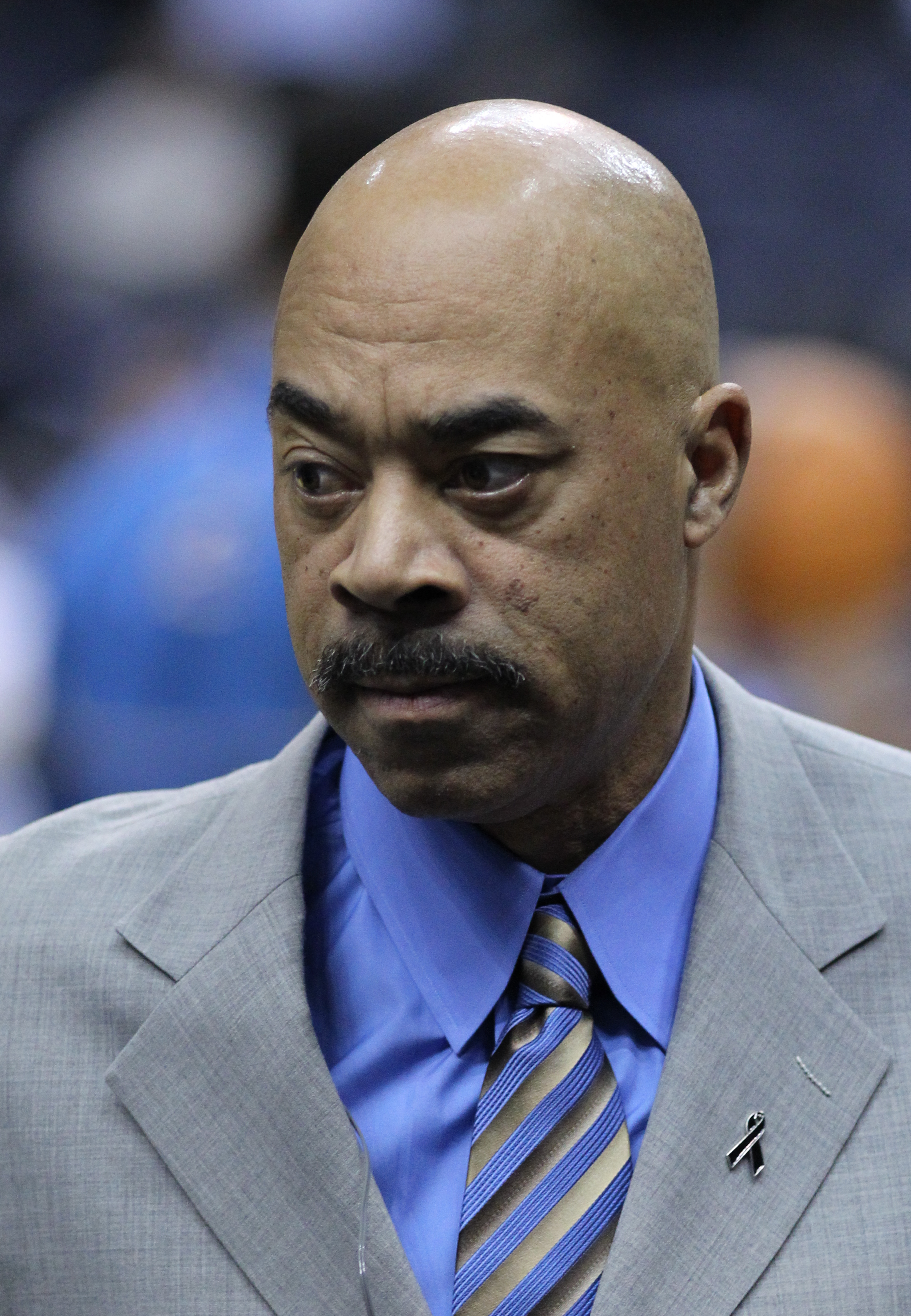
Балтимор Буллетс під четвертим номером обрали Філа Шеньєра.

10 вересня 1971 НБА провела додатковий драфт hardship для гравців, які не закінчили коледжу, але хотіли виступати в лізі. Ці гравці повинні були відповідати критеріям "hardship". Це нове правило з'явилося після того, як Спенсер Гейвуд виграв справу в суді проти НБА, що дозволило йому грати в НБА до того, як його курс закінчить коледж.
| Раунд | Вибір | Гравець        | Поз. | Громадянство | Команда НБА           | Коледж/Клуб          |
| ----- | ----- | -------------- | ---- | ------------ | --------------------- | -------------------- |
| 1     | 1     | Нейт Вільямс   | G/F  | США          | Цинциннаті Роялз      | Юта Стейт (Дж.)      |
| 1     | 2     | Том Пейн       | C    | США          | Атланта Гокс          | Кентуккі (Соф.)      |
| 1     | 3     | Сиріл Баптіст# | F/C  | США          | Голден-Стейт Ворріорс | Крейгтон (Дж.)       |
| 1     | 4     | Філ Шеньєр*    | G    | США          | Балтимор Буллетс      | Каліфорнія (Дж.)     |
| 4     | 5     | Джо Гаммонд#   | G    | США          | Лос-Анджелес Лейкерс  | Allentown Jets (EBA) |